# Koulīs Pantziaras
Koulīs Pantziaras (in greco: Κούλης Παντζιαράς; 24 aprile 1958) è un ex calciatore cipriota, di ruolo difensore.

## Carriera
Ha rappresentato la Nazionale cipriota in 12 occasioni, vestendone la maglia nel periodo compreso tra il 1982 e il 1987.